# تشارلي هوارد
تشارلي هوارد (بالإنجليزية: Charlie Howard)‏ (26 نوفمبر 1989 في المملكة المتحدة - ) هو لاعب كرة قدم بريطاني في مركز الوسط. لعب مع نادي غيلينغهام وThurrock F.C. ‏ ودولويتش هاملت.

## وصلات خارجية
- تشارلي هوارد على موقع قاعدة بيانات كرة القدم.إي يو (الإنجليزية)
- تشارلي هوارد على موقع Soccerbase.com (لاعب) (الإنجليزية)